# برايان كووغان
برايان كووغان (بالإنجليزية: Brian Coogan)‏ هو عازف جاز أمريكي، ولد في 2 أكتوبر 1979.